# Zoni
Zoni ist eine abwertende Bezeichnung für Menschen, die in der DDR geboren oder aufgewachsen sind. Es ist ein vom Wort Sowjetische Besatzungszone abgeleiteter Diminutiv. 

## Geschichte des Ausdrucks
Der Ausdruck leitet sich von der Sowjetischen Besatzungszone in Deutschland ab, die vor allem unter Ost- und West-Berlinern und Westdeutschen als Ostzone oder abwertend gesteigert als Zone oder Sowjetzone bezeichnet wurde. Bei der Bezeichnung blieb auch lange Zeit, wer die 1949 aus dieser Zone heraus gegründete DDR nicht als einen legitimen deutschen Staat anerkennen wollte. Die Innerdeutsche Grenze wurde entsprechend als „Zonengrenze“ bezeichnet.
Die deutsche Band Norbert & die Feiglinge  hat nach der Melodie von Hello Dolly! aus dem gleichnamigen Musical ein Lied mit dem Titel Hallo Zoni aufgenommen. Nach der Maueröffnung 1989 trat neben Zoni auch Ossi als Gegensatz zu Wessi, wie zuvor nur die West-Berliner zur Unterscheidung die Bundesbürger nannten, die ihrerseits in der DDR stattdessen Bundis hießen.

## Verwendung in der Satire
Als ikonische Darstellung des „Zonis“ gilt die Figur der „Zonen-Gaby“, die auf dem Titelbild der Satirezeitschrift Titanic im November 1989 abgebildet war. Darauf ist eine Frau mit stereotypischer Frisur und Kleidung, einer geschälten Salatgurke in der Hand und der Schlagzeile „Meine erste Banane“ zu sehen. Das Titelbild spielte auf die Klischees der Knappheit von Bananen und der starken Verbreitung von Gurken in der DDR an. Abgebildet war eine Frau aus Rheinland-Pfalz.
Der Berliner Verleger Klaus Bittermann veröffentlichte 1999 und 2009 zwei Bände mit satirischen Polemiken gegen Ostdeutsche, die den Begriff „Zoni“ im Titel verwenden. Der in Dresden geborene Kritiker und Schriftsteller Peter Richter kritisierte den zuletzt erschienenen Band in der Frankfurter Allgemeinen Sonntagszeitung. Er biete „den ganz besonders Verklemmten“ die Möglichkeit „ihren niederen chauvinistischen Instinkten“ Raum zu geben, „einen durch Stahlgitter der Ironie bewehrten Raum, versteht sich, denn wir reden wie gesagt von Extremformen der Verdruckstheit, obwohl die Ossibeschimpfung ja nun wirklich das unriskanteste Gelände ist, auf dem man sich überhaupt bewegen kann, dann ist das, wenn man es recht bedenkt, noch einmal eine ganze Stufe erbärmlicher, als Negerwitze zu erzählen und dabei zur Distanzierung von Negerwitzenerzählern mit den Augen zu zwinkern“.
Der in Hamburg geborene Humorist Heinz Strunk verwendet den Begriff „Zoni“ in verschiedenen Titanic-Kolumnen, die im Buch Nach Notat zu Bett (2019) gesammelt vorliegen.